# Ofensiva de la cordillera del Donets
La ofensiva de la cordillera del Donets, también llamada segunda batalla de Kreminná, se desarrolla desde el 2 de octubre de 2022, como una serie de ofensivas a lo largo de una línea de frente de 60 kilómetros en las partes occidentales del Óblast de Lugansk y en las partes del extremo oriental del Óblast de Járkov en medio de la invasión rusa de Ucrania. También conocida como «línea Svátove-Kreminná» o «línea Kúpiansk-Svátove-Kreminná» por los principales asentamientos a lo largo del frente, la campaña comenzó un día después de que el ejército ucraniano recuperara la cercana ciudad de Limán durante la contraofensiva del este de Ucrania.

## Fondo
Después de que Rusia comenzara su invasión de Ucrania, Svátove cayó rápidamente el 6 de marzo de 2022 durante la campaña de Ucrania oriental. El 18 de abril, Rusia anunció una ofensiva en la región de Dombás; Kreminná, una ciudad clave en el óblast de Lugansk, fue la primera ciudad del Dombás en ser capturada, en abril de 2022. En julio de ese mismo año, Rusia había tomado efectivamente el control de toda la región de Lugansk. Sin embargo, los avances de la contraofensiva de Járkov de 2022, lanzada por Ucrania en septiembre de 2022, le devolvieron a Ucrania un "punto de apoyo en la región".
Kreminná es una ciudad muy estratégica en la guerra. Si Ucrania recupera Kreminná y la cercana Svátove, podría permitir a las fuerzas ucranianas lanzar una campaña para retomar las ciudades industriales clave de Severodonetsk y Lisichansk, que perdió anteriormente en el verano de 2022. El analista militar estadounidense Michael Kofman también ha dicho que la captura ucraniana de Kreminná sería un paso importante en cualquier otro potencial avance ucraniano en la región de Luhansk, ya que pondría a Ucrania en posición de amenazar a Rubizhne y al importante centro logístico ruso de Starobilsk.

## Batalla

### Avances iniciales de Ucrania (27 de septiembre de 2022 a 25 de enero de 2023)
En la noche del 27 al 28 de septiembre de 2022, las fuerzas ucranianas cruzaron el río Donets en Dronivka, irrumpieron en el parque forestal Siverskyi Donets y bloquearon con éxito la carretera crítica Kreminná-Torske. Las tropas supervivientes del destacamento BARS-13 y del 20º Ejército de Armas Combinadas de la Guardia, anteriormente basados en Limán, donde sufrieron numerosas bajas durante la segunda batalla por la ciudad, se restablecieron en Kreminná.
El 2 de octubre, las fuerzas ucranianas comenzaron a bombardear intensamente las posiciones rusas en Kreminná, avanzando hasta la autopista R-66. Al día siguiente, las tropas ucranianas lograron cruzar un segmento de la carretera entre Chervonopopivka y Pishchane, aunque fueron rechazadas por las fuerzas rusas. Para contrarrestar los avances ucranianos, las fuerzas rusas habían minado todas las carreteras de acceso a Kreminná y Svátove, según el jefe de la «Administración Militar Regional de Lugansk», Serhiy Haidai. Entre el 2 y el 13 de octubre, las tropas ucranianas recuperaron 14 ciudades y pueblos, incluido Borova, a lo largo de la frontera entre Járkov y Luhansk. Las fuerzas ucranianas también avanzaron hacia Chervonopopivka en la carretera Svátove-Kreminná, aunque fueron expulsadas de sus posiciones el 5 de octubre. El 24 de octubre, las fuerzas ucranianas recuperaron dos aldeas más.
Durante noviembre, hubo pocos cambios territoriales debido al terreno fangoso, aunque todos los días se libraban feroces batallas. Gran parte de la línea de defensa rusa en el norte del Óblast de Luhansk se dotó de reservistas rusos recién movilizados durante todo el mes.
La noche del 2 de noviembre, fuentes ucranianas afirmaron haber destruido todo un batallón ruso cerca de la ciudad de Makiivka, en el raión de Svátove. Según un superviviente ruso del ataque, de los 570 soldados de su unidad, 29 sobrevivieron, 12 resultaron heridos y los otros 529 hombres murieron. Además, algunas fuentes rusas afirmaron que la unidad a la que pertenecía el batallón, el 362.º Regimiento de Fusileros Motorizados, perdió 2.500 hombres muertos (o más de la mitad de sus efectivos) en sólo 12 días en una posición cerca de Svátove, y sólo le quedaban 100 hombres para tripular la línea de defensa. La misma fuente también afirmó que 300 rusos heridos que intentaron regresar arrastrándose a sus posiciones fueron tratados como desertores, aunque ninguno de estos informes pudo ser verificado de forma independiente en ese momento. Mientras tanto, el 7 de noviembre, 21 soldados rusos del 346.º Regimiento de Fusileros Motorizados se rindieron en masa a los ucranianos cerca de Svátove.
El 18 de noviembre, apareció un vídeo de lo que parecían ser al menos diez soldados rusos rindiéndose a los soldados ucranianos en la ciudad de Makiivka, y luego siendo asesinados por los ucranianos después de que otro ruso emergiera repentinamente de su escondite y abriera fuego contra los ucranianos. Ucrania afirma que los soldados rusos habían cometido un acto de perfidia intencional disparándoles mientras se rendían, pero los rusos lo niegan y afirman que se había producido "la ejecución de al menos 11 militares rusos desarmados". A principios de diciembre, las fuerzas ucranianas rompieron las líneas rusas alrededor de Chervonopopivka, y los combates se centraron principalmente al oeste de la autopista R-66 que conecta Kreminná y Svátove. A principios de diciembre, Ucrania había avanzado hacia las colinas al oeste de Chervonopopivka.
A lo largo de diciembre, se produjeron batallas implacables a lo largo de la línea, con fuerzas rusas y ucranianas lanzando ataques diarios con distintos grados de éxito. El 18 de diciembre, un vídeo geolocalizado mostró a las fuerzas ucranianas avanzando en el bosque Serebryansky al sur de Kreminná. El 15 de enero, los ucranianos informaron que un batallón del 26º Regimiento de Tanques ruso se había reducido a sólo 30 hombres y 10 tanques, frente a una fuerza establecida de 40 tanques T-80BV y 120 tripulantes de tanques.
Según el gobernador del Óblast de Lugansk, Serhiy Haidai, las fuerzas rusas construyeron "una defensa muy poderosa" en la región en diciembre de 2022 y estaban trayendo cantidades "enormes" de reservas y equipos para renovar sus fuerzas. A finales de enero de 2023, Ucrania dijo que sus avances a lo largo de la línea se habían ralentizado.

### Campaña invierno-primavera (26 de enero de 2023-3 de junio de 2023)
Según se informa, en la noche del 26 al 27 de enero de 2023, las fuerzas rusas comenzaron a prepararse para una nueva ofensiva al oeste de Kreminná, lanzando pequeños ataques terrestres cerca de Dibrova. Estallaron enfrentamientos a lo largo de la línea del frente, y las fuerzas rusas llevaron a cabo ataques contra posiciones ucranianas en Chervonopopivka, Ploshchanka, Nevske y al oeste de Kreminná. Gran parte de los combates y contraataques entre Ploshchanka y Kreminná durante este período fueron llevados a cabo por la 144.ª División de Fusileros Motorizados de la Guardia, según la ISW.
Entre el 8 y el 9 de febrero, fuentes del gobierno ucraniano y analistas independientes dijeron que había comenzado una ofensiva rusa a lo largo de la línea Svátove-Kreminná. El gobernador del Óblast de Luhansk, Serhiy Haidai, dijo que "ha habido un aumento significativo de los ataques y bombardeos".  zona de amortiguamiento" para la región de Lugansk.
Sin embargo, en los primeros días del esfuerzo, Rusia sólo logró avances marginales en las cercanías de Dvorichne (que no debe confundirse con Dvorichna, un pueblo de la misma región). Leonid Pásechnik, presidente de la autoproclamada República Popular de Lugansk, controlada por Rusia, afirmó que Ucrania estaba trayendo refuerzos a la zona, haciendo la situación "muy difícil". Un soldado ucraniano que luchaba en Kreminná afirmó que los ataques terrestres rusos normalmente consistían en pequeños grupos de unos quince hombres. La guerra con drones también se volvió frecuente en el frente. AP News informó a finales de febrero de 2023 que se habían intensificado "extenuantes batallas de artillería" en la zona de Kúpiansk.
El 24 de marzo, los ucranianos afirmaron haber matado o herido a 183 soldados rusos y haber tomado dos prisioneros en combates al este de Kúpiansk y Limán. También afirmaron haber destruido 10 tanques T-80 y T-90 en el transcurso de la semana anterior. Además, el 26 de marzo afirmaron que 100 soldados rusos habían sido asesinados y llevados a una morgue en Troitske, una ciudad del raión de Svátove. Otros 140 heridos graves fueron trasladados a hospitales para recibir tratamiento médico. El 5 de abril, los ucranianos afirmaron haber destruido otros 10 tanques T-90 durante los combates.
El 17 de abril, el Estado Mayor ucraniano afirmó que a 14 camiones rusos que transportaban soldados gravemente heridos de regreso a territorio ruso se les negó la entrada y se les hizo regresar, lo que provocó la muerte de algunos de los hombres. Los 50 restantes fueron trasladados posteriormente al Hospital del Distrito Central de Troitske en el óblast de Lugansk.
El 8 de mayo, los ucranianos afirmaron haber destruido dos tanques rusos, uno un T-80 y el otro un T-90, durante los combates en la óblast de Lugansk. También afirmaron haber matado a 50 soldados rusos e herido a otros 96. Las imágenes de geolocalización publicadas el 31 de mayo mostraron que las tropas rusas hicieron un pequeño avance al sureste de Masiutivka.

### Durante la contraofensiva ucraniana de 2023 (4 de junio - presente)
En medio de la contraofensiva ucraniana de 2023, en la que las fuerzas rusas han estado en posiciones defensivas a lo largo de la gran mayoría de la línea del frente, la línea Svátove-Kreminná ha sido uno de los únicos lugares donde todavía están atacando. Entre el 19 y el 20 de junio de 2023, las fuerzas rusas intensificaron las operaciones ofensivas en la línea Svátove-Kreminná, particularmente en dirección a Kúpiansk y al oeste de Kreminná. Las fuerzas rusas lograron avances en la zona de Kúpiansk el 19 de junio. Las fuerzas ucranianas lanzaron un contraataque el 21 de junio con el objetivo de debilitar el potencial ofensivo del esfuerzo ruso, con resultados poco claros.
El 11 de julio, imágenes geolocalizadas indicaron que las fuerzas rusas habían entrado en las partes orientales de la aldea de Torske, a 15 kilómetros (9,3 millas) al oeste de Kreminná. El 13 de julio, un funcionario ucraniano informó que las fuerzas rusas estaban concentrando grandes cantidades de fuerzas en dirección a Kúpiansk y Limán, incluidas fuerzas aerotransportadas (VDV), formaciones de infantería no especificadas, unidades de reserva BARS, elementos de defensa territorial y pequeñas compañías militares privadas.
El 17 de julio, las fuerzas rusas intensificaron aún más las operaciones ofensivas activas, avanzando hacia el área alrededor de Kúpiansk. El ISW propuso que los objetivos de Rusia con la operación eran aprovechar el enfoque operativo de Ucrania en otros sectores del frente y alejar las reservas ucranianas de teatros críticos como Bajmut, el oeste del óblast de Donetsk y el oeste del óblast de Zaporiyia, donde las fuerzas ucranianas estaban llevando a cabo operaciones de contraofensiva. Las fuerzas rusas desplegaron unidades de asalto Storm-Z formadas por exmiembros del grupo Wagner y otros convictos en dirección a Kúpiansk. El 17 de julio, las fuerzas rusas intentaron realizar un segundo desembarco exitoso a través del río Oskil cerca de Masiutivka, tomando nuevas posiciones con el objetivo de romper completamente la fuerte línea de defensa ucraniana. Las fuerzas rusas también continuaron con ataques terrestres limitados al suroeste y al sur de Kreminná, pero sin mucho éxito.
El 18 de julio, la viceministra de Defensa de Ucrania, Hanna Malyar, y el comandante de las fuerzas terrestres de Ucrania, el teniente general Oleksandr Syrsky, informaron que las fuerzas rusas continuaban transfiriendo refuerzos en dirección a Bajmut y estaban concentrando sus fuerzas principales en dirección a Kupiansk debido a los avances ucranianos en la zona de Bajmut. El 5 de agosto, Rusia afirmó haber capturado la aldea de Novoselivske, mientras Rusia lanzaba más ataques en el noreste en un intento de desviar a las fuerzas ucranianas de la campaña del sur. La captura de la aldea fue confirmada por imágenes geolocalizadas del mismo día. El 10 de agosto, Ucrania ordenó la evacuación obligatoria de 12.000 civiles del distrito de Kúpiansk, citando "la difícil situación de seguridad y la creciente cantidad de bombardeos por parte de las fuerzas terroristas rusas". La portavoz militar ucraniana Hanna Maliar describió la situación cerca de Kúpiansk y Limán como una "pesadilla".
El 3 de octubre, el presidente Zelenski realizó una visita al frente de Kúpiansk-Limán para reunirse con las brigadas que participan en la defensa de ese sector. Felicitó específicamente a la 103.ª Brigada de Defensa Territorial, la 68.ª Brigada Jaeger y la 25.ª Brigada Aerotransportada.

### Ofensiva renovada hacia Kúpiansk (noviembre de 2023-presente)
El 27 de enero de 2024, se confirmó que las tropas rusas habían avanzado al oeste de Synkivka.
Después de no haber logrado atravesar los ejes Kotliarivka/Kyslivka/Ivanivka y luego Synkivka, Rusia cambió de dirección ofensiva y reactivó el sector Svátove. El 18 de enero de 2024, las fuerzas rusas lograron avanzar en la zona forestal al este de Tabaivka y al día siguiente una destacada fuente rusa informó que las tropas rusas también habían avanzado hasta medio kilómetro al oeste de la vía férrea en dirección a Krokhmalne. El 20 de enero, Krokhmalne fue recapturada y, en los dos días siguientes, varias fuentes rusas dijeron que las tropas rusas avanzaron al suroeste de la aldea y llegaron a las afueras de Berestove. Un periodista ruso dijo además que las fuerzas rusas recientemente recuperaron secciones de la autopista P07, incluso cerca de Novoselivske. También informó que la línea del frente había sido arrasada a lo largo de la carretera hasta las afueras del sur de Kotliarivka.
El 27 de enero de 2024, fuentes rusas afirmaron que el pequeño asentamiento rural de Tabaivka había sido capturado (excepto las afueras del sur) por elementos de la 47.ª División de Tanques. El asentamiento se encuentra en una tierra baja expuesta a colinas al este de la carretera P07, lo que habría facilitado un ataque. Al día siguiente, también afirmaron que las fuerzas rusas se estaban moviendo hacia el suroeste hacia Pishchane, avanzaron en Berestove, más al sur, y posiblemente capturaron Kotliarivka, inmediatamente al noreste. El 1 de febrero, imágenes geolocalizadas confirmaron que los rusos al menos habían estabilizado el frente a lo largo de la autopista P07 y algunas fuentes rusas afirmaron además que las tropas rusas habían entrado en Ivanivka y avanzaban hacia el sur, hacia Kyslivka.

## Bajas y pérdidas
En actualizaciones esporádicas de bajas entre noviembre de 2022 y octubre de 2023, los ucranianos habían afirmado que 3.729 soldados rusos habían muerto, al menos 2.633 habían resultado heridos y al menos 53 habían sido capturados. Ucrania también ha reclamado la destrucción de 54 tanques rusos T-80 y T-90, así como 7 tanques T-72. Ucrania también afirmó haber destruido dos Tyulpans 2S4 y haber capturado tres tanques T-72B3. 
El 9 de febrero de 2023, funcionarios ucranianos afirmaron que habían destruido un BMP-T Terminator ruso en el frente de Lugansk y publicaron en línea fotografías de lo que parecía ser el vehículo ruso destruido. De ser cierto, esta sería la primera pérdida conocida de dicho vehículo en la guerra.
En noviembre de 2023, los combates supuestamente se intensificaron, y los ucranianos afirmaron que los rusos perdieron 11.000 hombres durante el mes pasado, con 1.100 equipos destruidos, incluidos 130 tanques, 208 IFV y 260 sistemas de artillería y morteros. Sólo entre el 1 y el 6 de noviembre se perdieron 1.826 soldados y 200 equipos (incluidos 22 tanques y 54 vehículos blindados). Sólo durante la primera quincena de diciembre, afirmaron que Rusia había perdido otros 8.000 soldados en Lugansk, así como 500 piezas de equipo, incluidos 67 tanques, 100 vehículos blindados y 77 piezas de artillería. El 27 de diciembre, los ucranianos volvieron a reclamar grandes pérdidas para su enemigo, y Rusia supuestamente sufrió más de 3.000 bajas, incluidos más de mil muertos, sólo durante la semana pasada. También afirmaron haber retirado 361 piezas de equipo militar, incluidos 43 tanques, 83 vehículos blindados de combate y 69 piezas de artillería.
El 20 de enero de 2024, los ucranianos afirmaron haber matado o herido entre 7.055 y 7.500 soldados rusos desde principios de año (frente a 14.000 pérdidas en diciembre de 2023) y haber destruido 931 equipos, incluidos 120 tanques y 218 vehículos blindados. y 178 sistemas de artillería y morteros en el mismo período.
El 7 de marzo de 2024, los ucranianos publicaron una llamada telefónica interceptada de un soldado ruso, que afirmaba que el Kremlin estaba enviando prisioneros y discapacitados a luchar, y que 600 de ellos habían sido asesinados en "un mes y medio de la agresión".
El 5 de octubre de 2023, Rusia llevó a cabo un ataque con misiles contra civiles en la aldea de Hroza, cerca de Kúpiansk, matando a más de 50 civiles.
El 15 de febrero de 2024, las fuerzas ucranianas afirmaron haber destruido un grupo de asalto ruso del tamaño de un batallón del 3.er Cuerpo de Ejército cerca de la aldea de Terny, con la pérdida de cuatro tanques T-90M y dos T-80, además de cuatro IFV y un TOS. -1 lanzacohetes termobárico.